# AGV (列车)
AGV（法語：Automotrice à grande vitesse，意即“高速”）是一款由阿尔斯通独立研发的法国高速铁路车辆，原计划代替TGV作为法国高速铁路的下一代车型。採動力分散驅動是AGV與动力集中式的TGV最大的不同處，此設計上的優勢讓AGV得以在相同的路線上達到較TGV更高的營運車速，其目標為世界最快高速鐵路，运营車速为360km/h，即每秒前進100米。
阿尔斯通为AGV提供7节到14节的不同编组。列车由3节小单元组成，每个单元都具有位于车底的1组变压器和2组牵引电气组件；两个上述单元加上1节拖车构成整列7节编组。7节编组有2个3节单元，1节拖车居中分隔，提供约245个座位；11节编组则有以2节拖车分隔的3个3节单元，座位数约为446个。最高营业速度为360 km/h。
据阿尔斯通称，AGV的优点在于：与相同长度单层TGV列车相比提供更多座位；关节式转向架的采用，令列车转向架数目降低，从而降低维护费用；高功重比与高效永磁同步电动机的使用，以及其他设计改进，令列车拥有更高的能源效率，更低的噪音水平，和车厢两端贯通部位的更多空间。
2008年，阿尔斯通的董事长菲利普·梅利耶宣布，将会开发“AGV Duplex”，作为在TGV 2N2之后提供给法国国家铁路的后续车型。2011年6月回声报报道称阿尔斯通正在开发最高速度达400 km/h的新型高速列车，并同时有单层和双层版本。回声报的报道中指新设计会采用动力集中于机车的设计。回声报方面将此设计称为“AGV II”。根据2011年9月的报道，为竞逐法国国铁预计于2014/2015年或之后开展的竞标，一款双层列车的设计方案正在发展当中。

## 历史与设计
与AGV有关的第一个设计方案研究开展于1998年。一项最初名为“TGV 400”的AGV设计，于2000年年初在巴塞罗那展出，作为阿尔斯通竞标马德里－巴塞罗那高速铁路车辆的一部分。此列车初始性能规格为：180米长，359个座位，动力输出总功率为7.2MW（动力分散式）；其中一个版本使用电涡流制动，最高速度为350 km/h，另一个摆式列车版本最高速度为320 km/h。设计方案继承了TGV的关节式转向架。
与TGV由阿尔斯通和法国国家铁路合作开发不同，因欧盟方面关于国家援助的规定，限制了作为国有企业的法国国铁与阿尔斯通的合作，AGV由阿尔斯通自筹资金研发。2002年AGV作为TGV Duplex的补充进行推广，以较高的行车速度缓解线路压力；双层AGV则被阿尔斯通定位为未来可能发展的方向。
新的设计方案（AGV）是首款采用关节式转向架和动力分散式的现代高速列车。 方案使用了阿尔斯通的Onix IGBT牵引逆变器；IGBT技术带来的减重效益令轴重保持在17吨以下。整个列车编组由数个3节单元组成，每个单元有2个动力转向架。每个动力转向架上均安装有2台自然风冷电动机，每台负责驱动一个车轴，输出功率为600 kW。牵引电气设备使用3节单元上变压器的2个分接头，每个分接头都带动2部并联逆变器（每部逆变器负责一台电动机）。方案中有两种车厢：驾驶-控制车厢和中间车厢；转向架则分为有动力与无动力两种。
AGV的初始设计集成了数项新特点：电控主动悬挂系统（横向），用于控制车体与转向架之间的震动；电涡流制动装置，安装于两端转向架。上述技术均曾在TGV车辆上进行验证。车厢以与TGV Duplex相同的铝合金材料制造。因前转向架能使重量分散至三个而非两个车轴上，重量为6.5吨的变压器安装在两端车厢。车厢内部结构的设计令乘客环境的翻新和更动更容易。全列车的地板高度几乎保持一致——包括车厢联结部位。
至2005年，永磁同步电动机技术已经成熟至可用于商用产品的水准，被整合到转向架电动机的设计中（代替安装在车体框架上的设计），带来更高效率和更低的整体重量。2005年版规格中的车体比TGV更宽（3米），相应地车厢长度更短。阿尔斯通称每客座的营运和投资成本与TGV Duplex相当。
2007年，一列改装过的TGV Duplex——“V150”，装有AGV使用的转向架、牵引电气设备和牵引电动机（1000kW）——创造了新的铁路列车速度纪录：574.8 km/h。
2006年7月，AGV的设计已完成至可定案的程度。方案正式定编为7节或14节编组，也确定了3节单元的设计。每个3节单元中的车厢下，都设有变压器，或是两部逆变器之一。额外的拖车（被称为“关键”车厢）则在3节单元之外增加列车长度，并联结两单元使之成为完整编组。列车可在欧洲全部四种电气化规格下运作：在25kV交流电气化条件下极速为360 km/h； 在15kV 16.7Hz电气化下最高速度为320 km/h；在3000V和1500V直流供电下则最高速分别为250 km/h和200 km/h。
转向架来自于TGV列车所使用的款式，为适应牵引电动机型式和安装方式的变更，转向架以高强度钢制造，具有更轻的重量；转向架的轴距与TGV的3米一致。制动装置为电阻制动与再生制动，无动力转向架加设3碟式刹车应对低速下制动。电涡流制动未安装。列车亦整合了碳复合材料结构——车厢两端次级悬挂上方的U型梁。
2008年1月，意大利新旅客运输（NTV）以6.5亿欧元订购了25列11节编组列车，用于意大利的铁路网络。
AGV原型车“飞马”（Pégase）于2008年2月揭晓，至此阿尔斯通已在列车开发项目上投资约1亿欧元。

### 原型车

#### Elisa测试列车（2001年）
至2000年5月，为次年测试准备的原型车辆已进入建造状态。2节车厢已完成——一辆有驾驶室和一辆中间车，均有动力和无动力转向架。为进行测试，上述编组被联结至一列4节TGV Reseau列车。测试列车（名为“Elisa”）于2001年后期开始测试，包括运行测试和噪音水平测量，以及为在4种欧洲电气化规格下运作而设的“Europantograph”系统。动态测试包括对牵引电动机、制动电阻、高速运行中变压器和逆变器的冷却，以及高速下对空调系统性能的空气动力学测试。初步测试于2002年5月完成。

#### “飞马”演示列车（2008年）

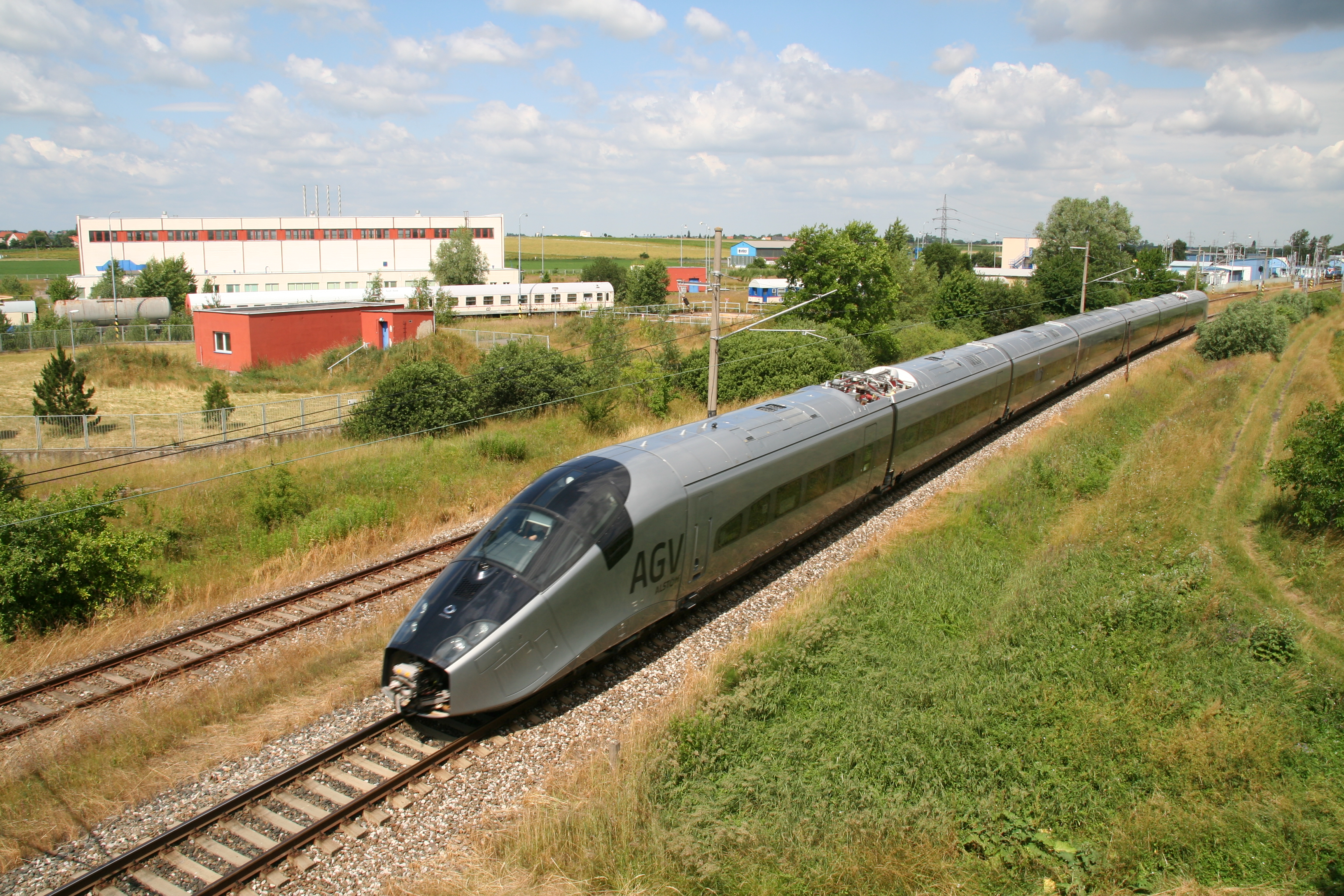
正在捷克策黑尼策（Cerhenice）的環狀測試道上進行試車的AGV。

2004年，藉由稀土磁铁带来的高磁场强度，阿尔斯通开发出了用于铁路车辆的永磁同步电动机。新型电机有着与异步电动机相比更高的效率，以及更佳的功重比，同时具有达到更低噪音水平的潜力。 AGV是使用新型电动机设计的早期车型之一，使用720 kW原型电动机（重量为730千克）。截止2008年，电动机的持续输出功率规格已升至760 kW。
2005年后期，阿尔斯通开始制造7节编组AGV演示列车——列车装有永磁异步电动机，半数车轴带动力。演示列车命名为“飞马”（ Pégase ，Prototype Evolutif Grande vitesse Automotrice Standard Européen），使用阿尔斯通勒克鲁佐工厂生产的转向架，于拉罗谢尔厂房组装。2008年2月5日，原型车在法国总统尼古拉·萨爾科齐见证下于拉罗谢尔揭幕。
变压器设置在两端驾驶车，3节单元的其他两节则各载有一台牵引逆变器（Onix 233水冷型），并集成有辅助逆变器；中间的“关键”车厢下方设置辅助装置。高压交流电设备安装在车顶上。内部直流逆变器供电总线电压为3600V。
测试列车于2008年中开始，在捷克的Velim环状试验铁路进行4个月的动态测试项目，最高速度达到210 km/h。
连续4个周末在東線上进行的测试于2008年末开始；列车完成了7500公里里程的测试，之后回到捷克策黑尼策Velim试验线路进行与NTV列车认证有关的测试，包括与SCMT安全系统集成的部分。

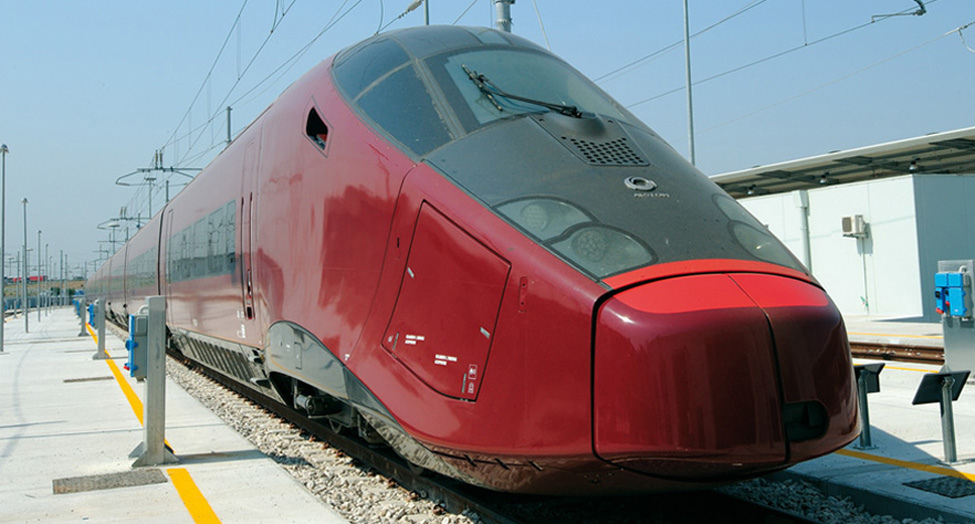
NTV阿尔斯通AGV ETR 575

2010年AGV测试列车开始在意大利进行测试，在羅馬－那不勒斯高速鐵路上达到了300 km/h的速度。动态测试于当年3月完成。

## 用户

### NTV
阿尔斯通的首个AGV用户是意大利公司新旅客运输（NTV）。

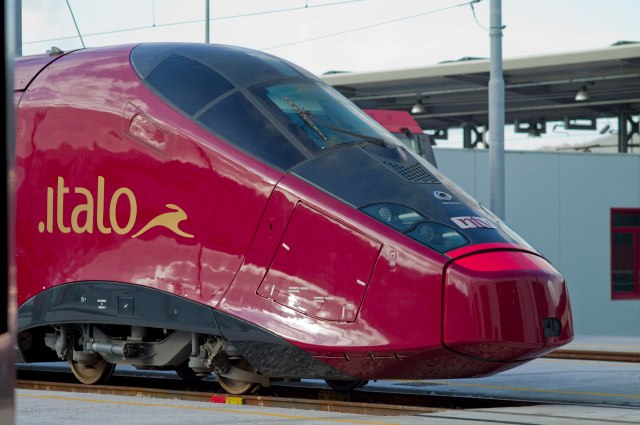
一輛使用了義大利民營鐵路公司新旅客運輸（Nuovo Trasporto Viaggiatori, NTV）旗下高速鐵路系統「伊塔洛」（Italo）紅色塗裝的AGV。

阿尔斯通于2006年3月投标NTV的高速列车项目。2008年1月17日，NTV订购了25列11节编组的460座AGV列车，总价6.5亿欧元。订单包含了追加10列订购的选择权。14列车将在阿尔斯通的拉罗谢尔厂房制造，余下11列将在意大利萨维利亚诺厂区制造。 同时双方签署了30年列车维护合同，合同同时包含了在意大利诺拉建造维护中心的内容。
NTV公司计划开展在都灵-米兰-博洛尼亚、罗马-威尼斯和博洛尼亚-佛罗伦萨-罗马-那不勒斯高速铁路线上的服务，并有部分列车从那不勒斯直通到巴里。2010年9月首列AGV交付时开业日期被定在2011年年中。NTV涂装于2008年7月揭幕。
价值9000万欧元的AGV维护设施的建筑在2010年5月竣工；首列NTV AGV列车于当月5日完成。2011年3月，NTV宣布因为列车须进行认证测试，无法于原定的2011年9月如期开业。 2011年11月，开业日期确定为2012年内。第一列在萨维利亚诺制造的AGV在2011年11月正式亮相。至2011年12月，认证测试已经完成。2012年3月30日，NTV宣布将于2012年4月28日首先在那不勒斯至米兰铁路线上开展“Italo”服务；Italo将是世界上首个以开放运营方式投入服务的高速列车。
NTV列车为乘客提供Wi-Fi、卫星电视和UMTS移动网络连接，并将在列车一端车厢设置电影院。 
Italo服务于2012年4月28日开业，截止当年5月21日客运量达45000人次，平均客座率为41%。

## 脚注
1. 1 2 3 4 5 6 7 8 9  “飞马”原型车数据（7节编组，50%车轴带有动力），因参考来源互相矛盾，采用了最近的数据。参考来源：[1][2][3][4]
2. 1 2  NTV（新旅客运输）2008年订购的列车使用了传统的钢梁。
3. ↑  最初为5.76MW（使用720kW电动机）[1][5]2008年始牵引电动机输出改为760kW。[2][3]
4. 1 2  Pégase原型车上，转向架上方的地板高度由1155mm提升95mm至1250mm[3]
5. ↑  1941年由美国芝加哥北岸和密尔沃基铁路（英语：Chicago North Shore and Milwaukee Railroad）引入的Electroliner（英语：Electroliner），为一款动车组，未设机车，并且车厢间使用转向架联结，最高速度超过100 mph（160 km/h）。[16][17]
6. ↑  2011年，在萨维里亚诺制造的列车减至8列，拉罗谢尔将制造17列AGV。[28]